# LISACHRIS
LISACHRIS（リサクリス、1992年3月1日 - ）は、日本のミュージシャン、音楽プロデューサー、DJ、シンガー。元YENTOWNメンバー。アメリカ・ニューヨーク州クイーンズ出身で、幼少期より東京、ロンドンなど各地で育ち、学生時代にはアメリカ・コネチカット州でジャズバンドや吹奏楽に参加した経歴を持つ。成蹊大学文学部を卒業し、大学在学中に東京・吉祥寺を拠点にDJ活動を開始、22歳でDTMによる楽曲制作を始めた。一聴してそれと分かる個性的なビートメイクで知られ、国内のクラブシーンからハイブランドのファッションイベントまで様々な場でDJ／ライブ出演を行っている。2010年代後半よりソロ名義でEPやアルバムを発表しつつ、他アーティストへの楽曲提供やコラボレーションも積極的に行っている。

## 来歴

### 2010年代前半：キャリアの開始とYENTOWN加入
LISACHRISは2010年代前半に本格的に音楽活動を開始し、ヒップホップ・クルー「YENTOWN（イエンタウン）」にトラックメイカー（ビートメーカー）として加入した。YENTOWN所属中の2016年までに、ラッパーの5lack（スラック）やANARCHYらの楽曲プロデュースを手がけた。この時期、ファッション界とも関わりを持ち、ステラ・マッカートニー、グッチ、サンローランといった高級ブランドのイベントでDJを務めるなど、音楽とファッションをクロスオーバーさせた活動も展開した。

### Boiler Room Tokyo出演 (2016年)
2016年7月15日、LISACHRISは木村太一監督の短編映画『Lost Youth』プレミア上映イベント「Boiler Room presents A film by Taichi Kimura『LOST YOUTH』」にYENTOWNクルーの一員として出演し、東京・渋谷のCIRCUS TokyoにてDJプレイを披露した。共演者にはNoxin、Marzy、DJ Tsubasa、KN、NabewalksといったYENTOWNのメンバーが名を連ねており、LISACHRISにとって初のBoiler Room出演となったこのDJセットは約20分程度のものであった。Soulection系のチルなフューチャー・ブレイクビーツから自身の楽曲に通じる不穏なポストトラップまでを織り交ぜ、うねるサブベースが多彩に展開していくスタイルを見せている。イベント当日の模様はBoiler Room公式チャンネルで公開されており、この映像は5万回以上の再生数を記録している（2025年時点）。LISACHRISのジャンル横断的な選曲とカラフルな音像は、一部のシーンで好意的に受け止められた。
2017年にYENTOWNを脱退すると、新たな創作の場を求めて自身のプロジェクトに乗り出すこととなった。

### 2017年–2019年：Pisces結成とソロデビュー
YENTOWN脱退後の2017年、モデル／アーティストの宮本彩菜とのデュオユニットPisces（パイシーズ）を結成した。Piscesは「魚座に生を受けた神秘的なデュオ」としてインディペンデントに活動を開始し、その正体を多く明かさないミステリアスな存在としてInstagram上でゲリラ的に楽曲公開を行った。2017年から2018年にかけて、Pisces名義で「Onomatopee」「Dareimo」「Yomi」などの楽曲を発表し、その独特の世界観が注目を集めた。
ソロアーティストとしては2018年に本格デビューを果たす。初のソロEP『ARIAKE』を2018年4月にリリースし、同年10月にはその続編的な位置付けのリミックスEP『ARIAGAIN』を発表した。EP『ARIAKE』には「ru a samurai?」「Lupin」「both」など全5曲が収録されており、続く『ARIAGAIN』では自身の楽曲のリミックスに加え、ラッパーのBIMとkZmを客演に迎えたトラックなど全4曲を収録している。2019年2月13日、福岡のレーベルOILWORKSより1作目のフルアルバム『Akasaka』をリリースし、CDデビューを果たした。『Akasaka』には5lackをフィーチャーした「サワゴゼ」や、Ucary & The Valentineを迎えた楽曲「ame」「ashra」など全14曲が収録されている。アルバムのサウンドは繊細かつインダストリアルなビートを特徴とし、Chaki Zuluがサウンドディレクションおよびミックス・マスタリングに参加している。このアルバムではLISACHRIS自身が初めてボーカルやラップを披露し、ヒップホップを土台にベースミュージックやインダストリアルを含む広義のエレクトロニック・ミュージックへと発展させた意欲作となった。

### 2019年後半：バンド結成と多角的な活動
2019年にはLISACHRISがリーダーを務めるバンドElto Klinhertz（エルト・クリンヘルツ）を結成し、新境地を開拓した。Elto KlinhertzはLISACHRISのほか、編曲家の相好卓（Taiki Aiyoshi）、Shissy、Yukkeから成るバンドである。結成翌年の2019年10月、Amazon Fashion Week TOKYO 2020 S/Sの一環として開催されたブランド「DISCOVERED」の東京コレクションにおいて、"Elto Klinhertz feat. UCARY & THE VALENTINE"名義でライブ演奏を披露し、ファッションショーと音楽の融合が注目を集めた。同バンドは2019年9月に4曲入りEP『SixPointTwo Dimension』をリリースしており、アダムとイブの原罪を現代でやり直すことをテーマに、男女の在り方を問いかけるコンセプチュアルなサウンドを展開した。またソロ名義でも、2019年11月にシングル「75 (feat. Cony Plankton)」および「club apple」を立て続けにデジタルリリースした。これらのリリース後、LISACHRISはしばらく沈黙を保っていたが、ライブDJ出演や他アーティストとのコラボ活動を通じて着実にキャリアを積んでいった。

### 2020年：『宇宙市民』リリース
約半年の沈黙を破り、2020年7月14日に新作『宇宙市民』（うちゅうしみん、英題: Space Citizen）をサプライズでデジタルリリースした。全7曲入りの本作は、2曲のインストゥルメンタルを含み、「生えてくる」「空海」「neo healer」「skin (feat. NENE)」「色っぽい画面」「揺れる言葉」「toru」と多彩な楽曲を収録している。ゆるふわギャングのNENEを客演に迎えた「skin」は話題を呼び、LISACHRISにとってさらなる転機となった。従来のビートメイカー／DJとしての枠を超え、音楽家・コンポーザーとして新たな境地に達したLISACHRISの姿を感じさせる作品だと評価されている。

### 2021年–2022年：コラボレーションの展開
2021年以降もLISACHRISは自身の音楽性を拡張し、多彩なアーティストとの共作を行った。2022年7月にはシンガーソングライター／プロデューサーのMaika Loubté（マイカ・ルブテ）とのコラボレーションEP『Hana炎』（ハナビ）を発表している。LISACHRISが制作したトラックをもとにMaikaと約9か月かけて共同制作した作品であり、湿度と冷気が入り混じったような空気感を生み出す表題曲「Hana炎」ではMaikaのクールなボーカルと鎮座DOPENESSのラップをフィーチャーした楽曲に仕上がっている。また同EPには新鋭シンガーのlIlI（リリ）も参加しており、三者それぞれ異なるボーカルが溶け合ったミニマルなエレクトロサウンドと融合した意欲作となった。この時期、LISACHRIS自身もシンガーとしての表現を深めており、ビートメイカーのみならず「ビートメイカー＆シンガー」として紹介されることも増えるなど、活動の幅を広げている。

### 2023年–現在：新曲リリースとコンセプトEP
2023年には約3年ぶりにソロ名義での新曲リリースを再開した。8月に配信したシングル「猫憑き（ねこつき）」では、ロックバンドNo Busesのギタリスト・Cwondoと新人女性シンガーlIlIを客演に迎え、ユニークなヒップホップチューンを発表した。翌週には同曲の別バージョン「猫憑き (Parallel Shift)」（通称「Nekotsukii」）もリリースし、同じ楽曲の異なる解釈を提示している。2024年に入ると、「起承転結」の物語構成になぞらえた4部作の連続リリース企画を展開した。まず起句にあたるシングル「クウキノシツカン」を発表し、続いて承句として「MAGIC」をリリース、転句として前述の「めかりドキ (feat. Ido Kyo)」をリリースした。いずれの曲もLISACHRIS自身のプロデュースによるもので、「めかりドキ」ではニューヨーク出身の新世代ラッパーIdo Kyoをフィーチャーし話題となった。そして結句に位置づけられる6曲入りの新作EP『City』を2024年12月21日に配信リリースしている。『City』ではゲストにA VIRGINやCwondo、lIlIを迎え、LISACHRIS自ら全曲のプロデュースとエンジニアリングを担当してコズミックでシャープな世界観を作り上げている。例えばオープニング曲「AKUMA」およびエンディング曲「Akuma Track」ではA VIRGINを、タイトル曲「City」ではベーシストのカメヤマケンシロウ（Old Joeなどで活躍）をフィーチャーし、作詞にはシンガーのNAYUTAHが参加している。また収録曲「Neko Machine」では前年リリースの「猫憑き」に続いてlIlIとCwondoが客演し、どこか癖になる「短歌ラップ」を作り上げたロック調のダンスチューンとなっている。これら一連のリリースによって、LISACHRISは物語性とコンセプトを備えた作品展開を示し、新たな表現領域を切り拓いた。
さらに2024年末には東京・SPREADにてEP『City』のリリースパーティーを兼ねたチャリティーイベント「LISACHRIS Charity Release Event "City"」を開催し、イベント収益の一部を都市の自然環境保全を目的とするNPO法人・自然環境復元協会へ寄付する活動も行った。また2024年11月には自主制作の楽曲「Dorill」を自身の公式YouTubeチャンネルで限定公開し、LISACHRISは映像作家名義「綿雨」として自らディレクション・編集を手がけたミュージックビデオ作品を発表した。この「Dorill」ではビジュアル・アートとサウンドの融合を試みており、暗くミニマルなトラップ／ドリル調のビート上でドラムパターンと残響音を活かした独特の音像を構築している。歌詞は抽象的かつ詩的で、「夜になって自然に絡む糸／ふいに表れて舟に乗る」といった印象的なフレーズが散りばめられた。また2025年5月にリリースされたシングル「MINNI M%US ~HANDPAN~」は2019年2月リリースの1stフルアルバム『Akasaka』に収録の「MYCHY MAUS」のツイニングトラックとして制作され、ディズニー音楽をイメージしたジャジーな原曲のフェミニン版として、ハンドパンを主役に据えたスピリチュアルでダークな仕上がりとなっている。